# Ärentuna kyrka
Ärentuna kyrka är en medeltidskyrka som tillhör Ärentuna församling i Uppsala stift. Kyrkan är belägen i Ärentuna cirka 15 kilometer norr om Uppsala. Den är omgiven av jordbruksbygd med klockargård och bygdegård som närmaste grannar. Huvuddelen av församlingens medlemmar bor i Storvreta.

## Kyrkobyggnaden
Ärentuna kyrka har en stomme av gråsten och består av ett långhus med ett smalare rakt kor i öster. Vid långhusets södra vägg finns ett vidbyggt vapenhus. Norr om koret finns en vidbyggd sakristia. Ytterväggarna är belagda med ljusgul puts. Kyrkorummets väggar är prydda med kalkmålningar som utfördes av den så kallade Ärentunamästaren på 1440-talet. Målningarna gestaltar bland annat helgonens liv och scener ur Skapelseberättelsen.

### Tillkomst och ombyggnader
Kyrkan byggdes runt sekelskiftet år 1300; möjligen invigdes den 1302 då man vet att ärkebiskop Nils Allesson visiterade församlingen. Det ursprungliga tunnvalvet i trä, som satt över koret och som byttes ut mot kryssvalv i tegel före kyrkans återinvigning 7 mars 1435. Tunnvalvet hittades i innertaket vid en restaurering och finns delvis bevarat på Historiska museet. Vapenhuset i söder tillkom troligen när kyrkorummet fick sina nuvarande tegelvalv. Underlaget för vapenhusets tak är bräder som ingick i kyrkorummets tunnvalv. På långhusets tak har det funnits en takryttare med formen av ett litet spetsigt torn. Takryttaren syns på en avbildning av Johan Hadorph från 1680. 1743 togs takryttaren ned och två senare sattes spiror upp på taknockens ändpunkter. 1788 förstorades fönstren och nya fönster togs upp.
Vid restaureringen av kyrkorummet 1960-1967 medverkade konservator Sven Carlsson och arkitekt Carl-Eric Nohldén.
Läktaren med orgel revs. Målningarna på västväggen frilades. Nuvarande orgel med 16 stämmor, utförd av Grönlunds Orgelbyggeri i Gammelstad, Luleå, sattes in.
| Man I. Huvudverk | Man II. Bröstverk (sv) | Pedal          | Koppel |
| ---------------- | ---------------------- | -------------- | ------ |
| Rörflöjt 8'      | Gedackt 8'             | Subbas 16'     | II/I   |
| Principal 4'     | Rörflöjt 4'            | Gedacktbas 8'  | II/P   |
| Gedacktflöjt 4'  | Principal 2'           | Oktava 4'      | I/P    |
| Waldflöjt 2'     | Sifflöjt 1'            | Nachthorn 4'   |        |
| Mixtur 3-4 chor  | Regal 8'               | Koppelflöjt 2' |        |
| Dulcian 8'       | Tremulant              | Fagott 16'     |        |

I östra kyrkogårdsmuren finns en stiglucka. Öster om kyrkogårdsmuren finns en fristående klockstapel.

## Inventarier
Altaret är från 1918. Kyrkan har ett Mariaskåp från 1470-talet. I korets fönster finns glasmålningen Den gode herden, utförd av konstnären Gunnar Torhamn 1928. I koret finns en dopfunt från 1948. I vapenhuset finns mellanstycket från en medeltida dopfunt.

## Bildgalleri

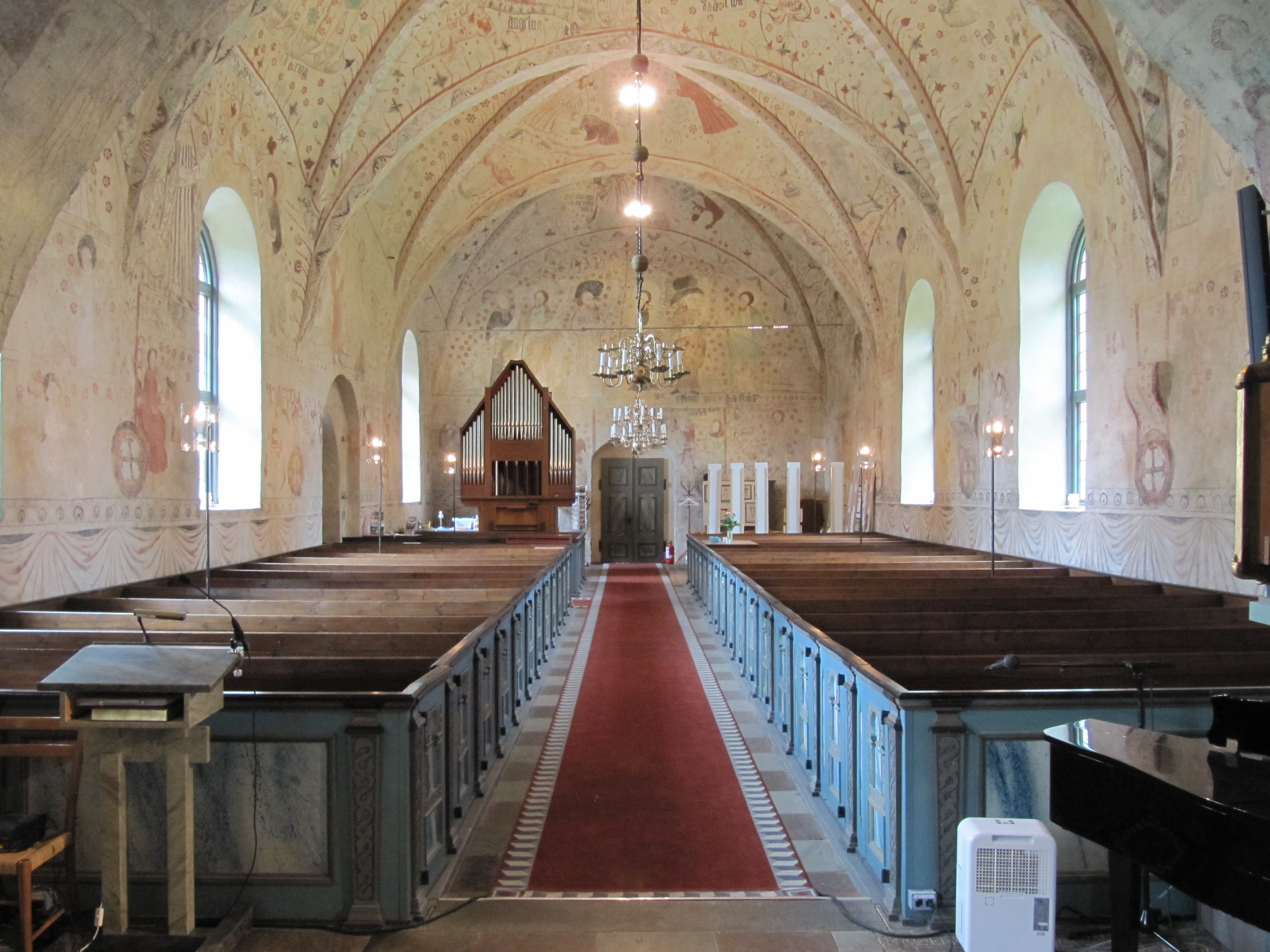
Kyrkorum mot väster
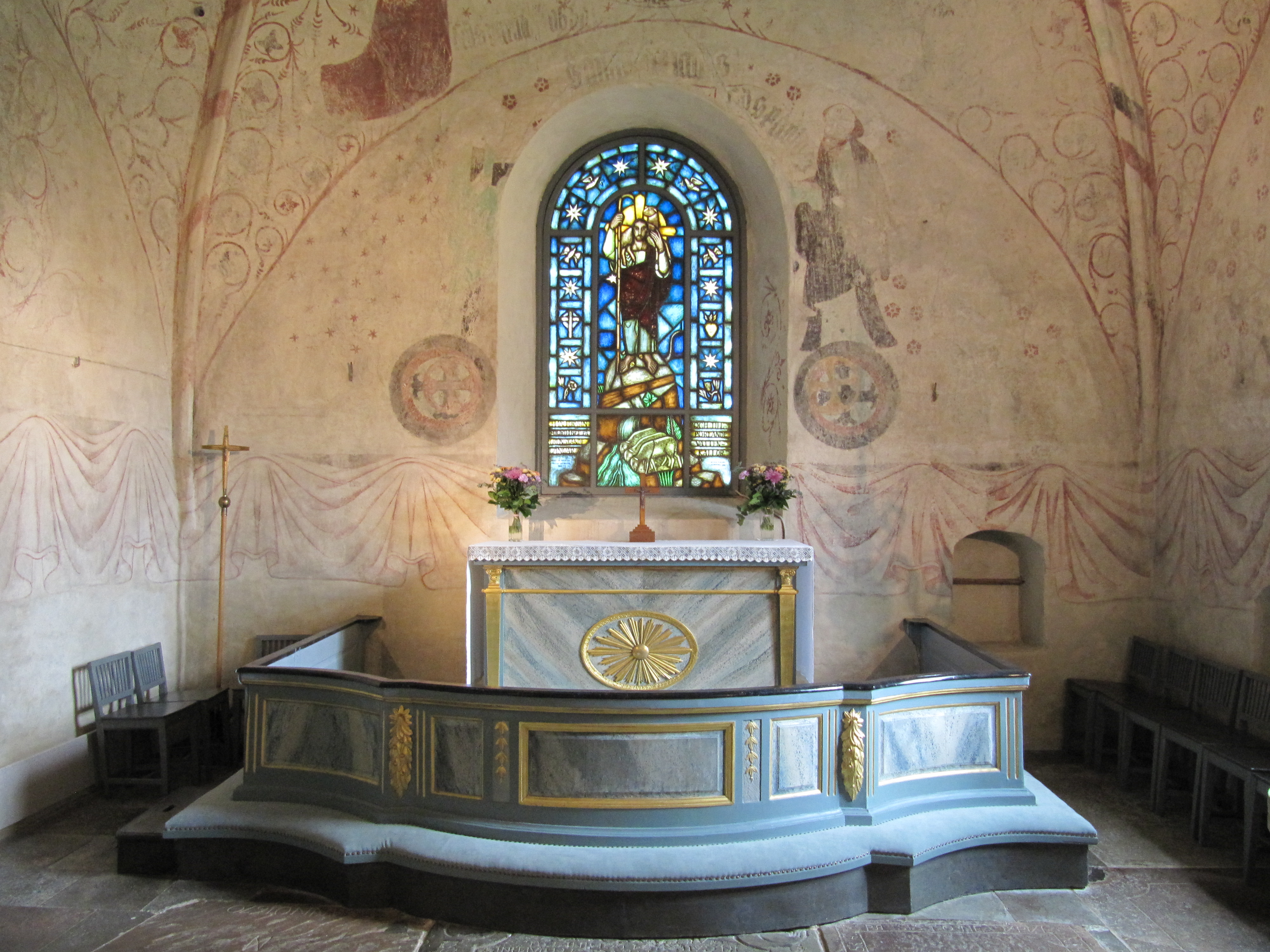
Altare och altarring
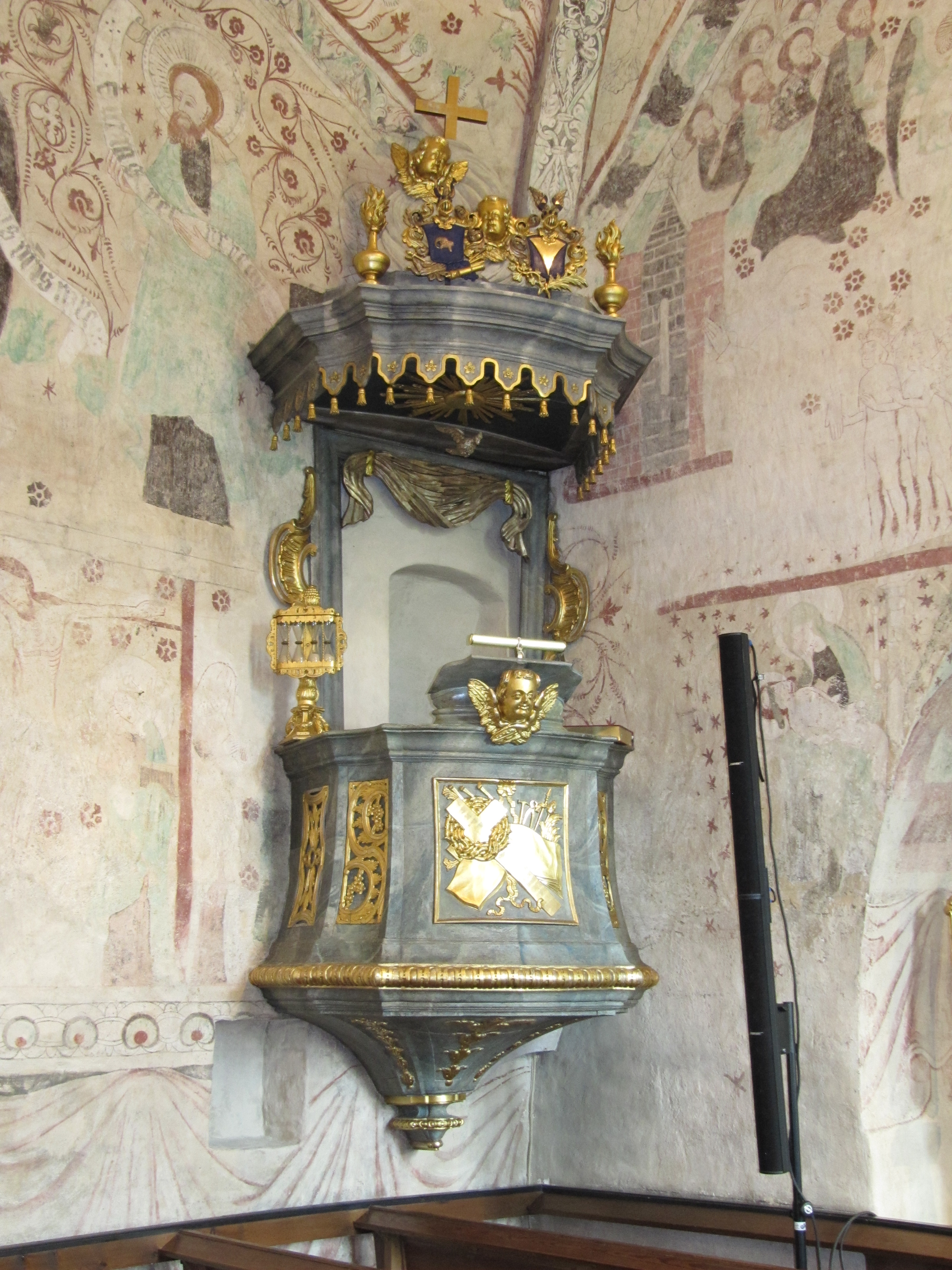
Predikstol
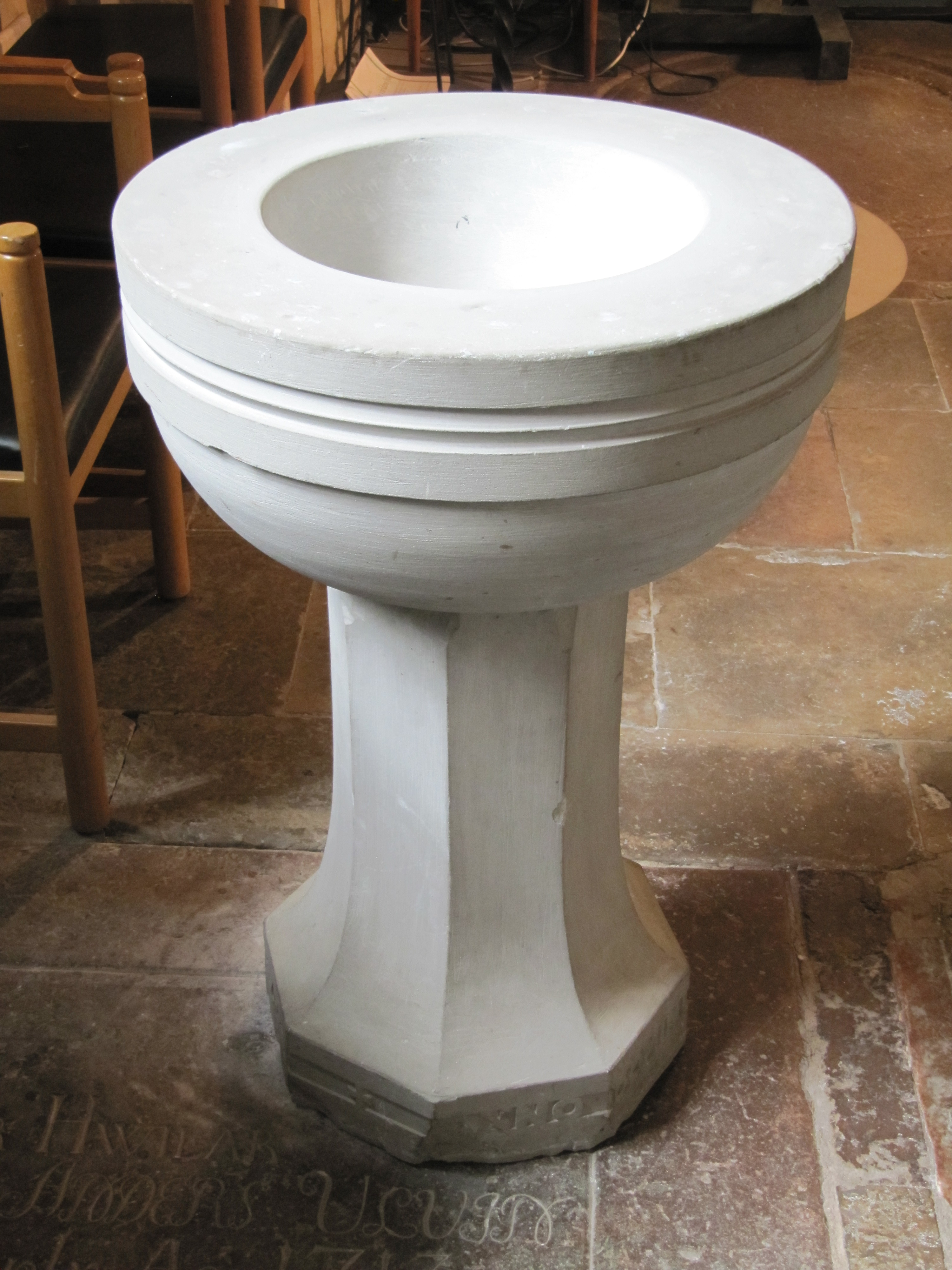
Dopfunt
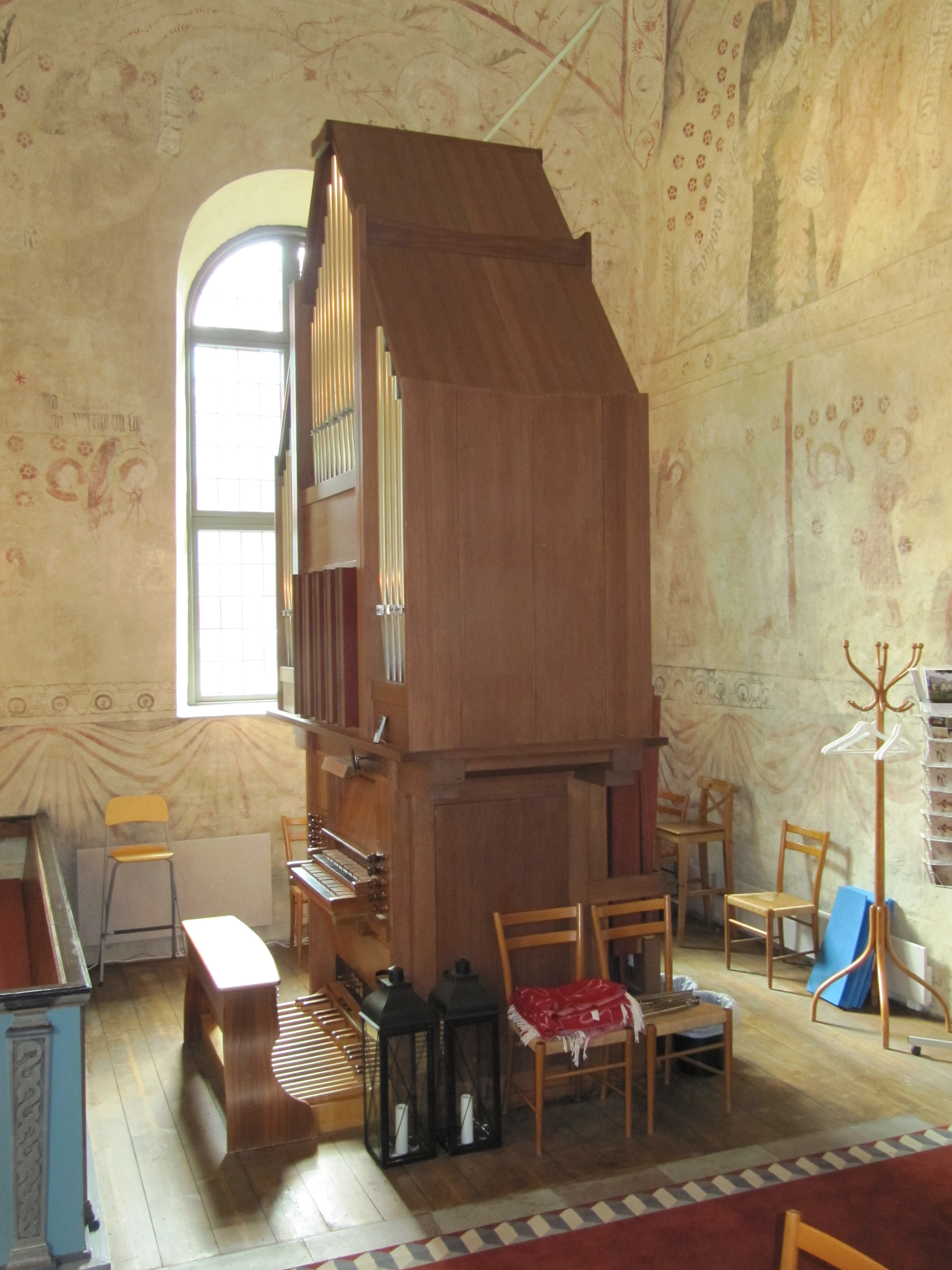
Orgeln vid västra delen
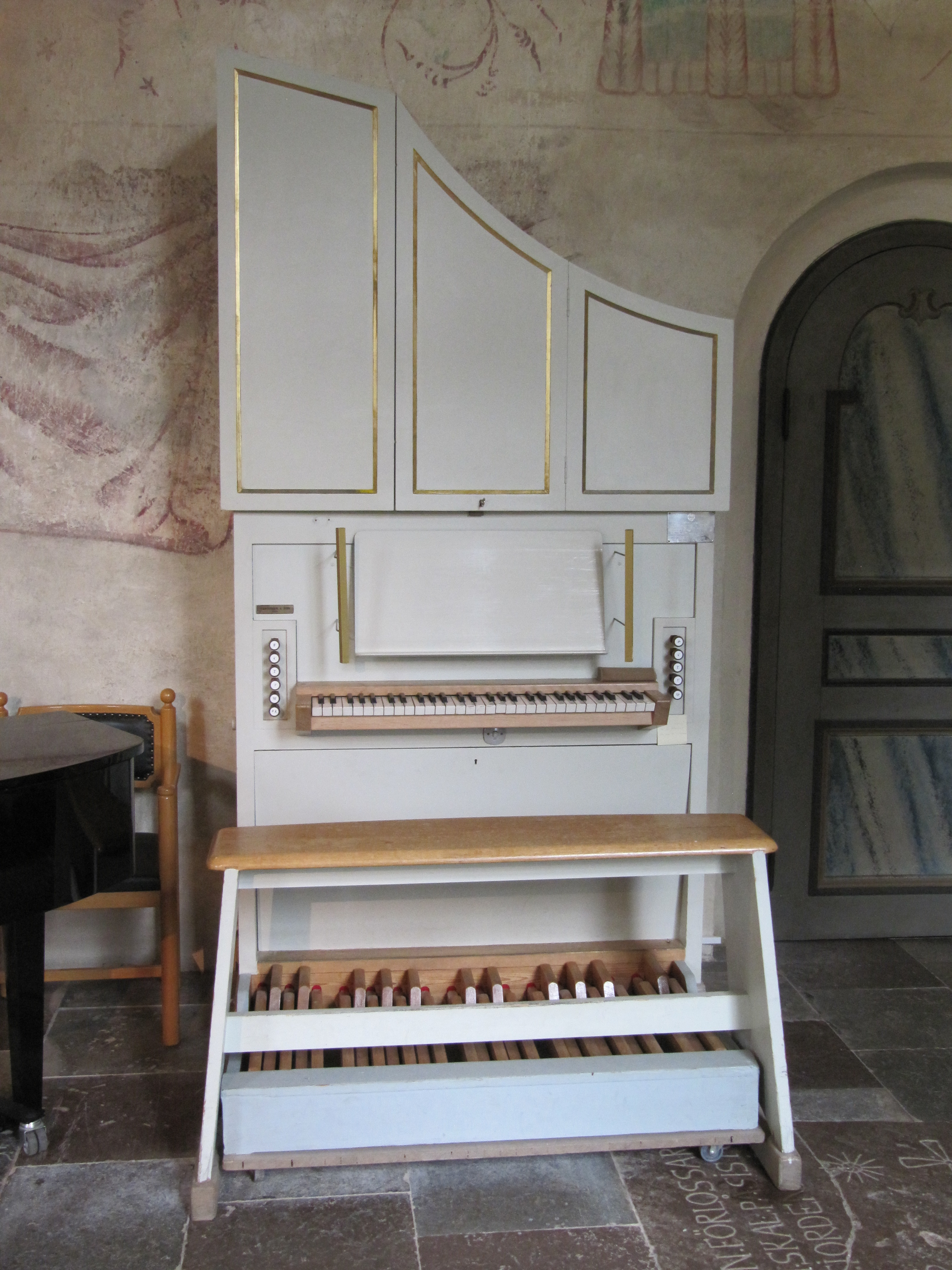
Kororgeln
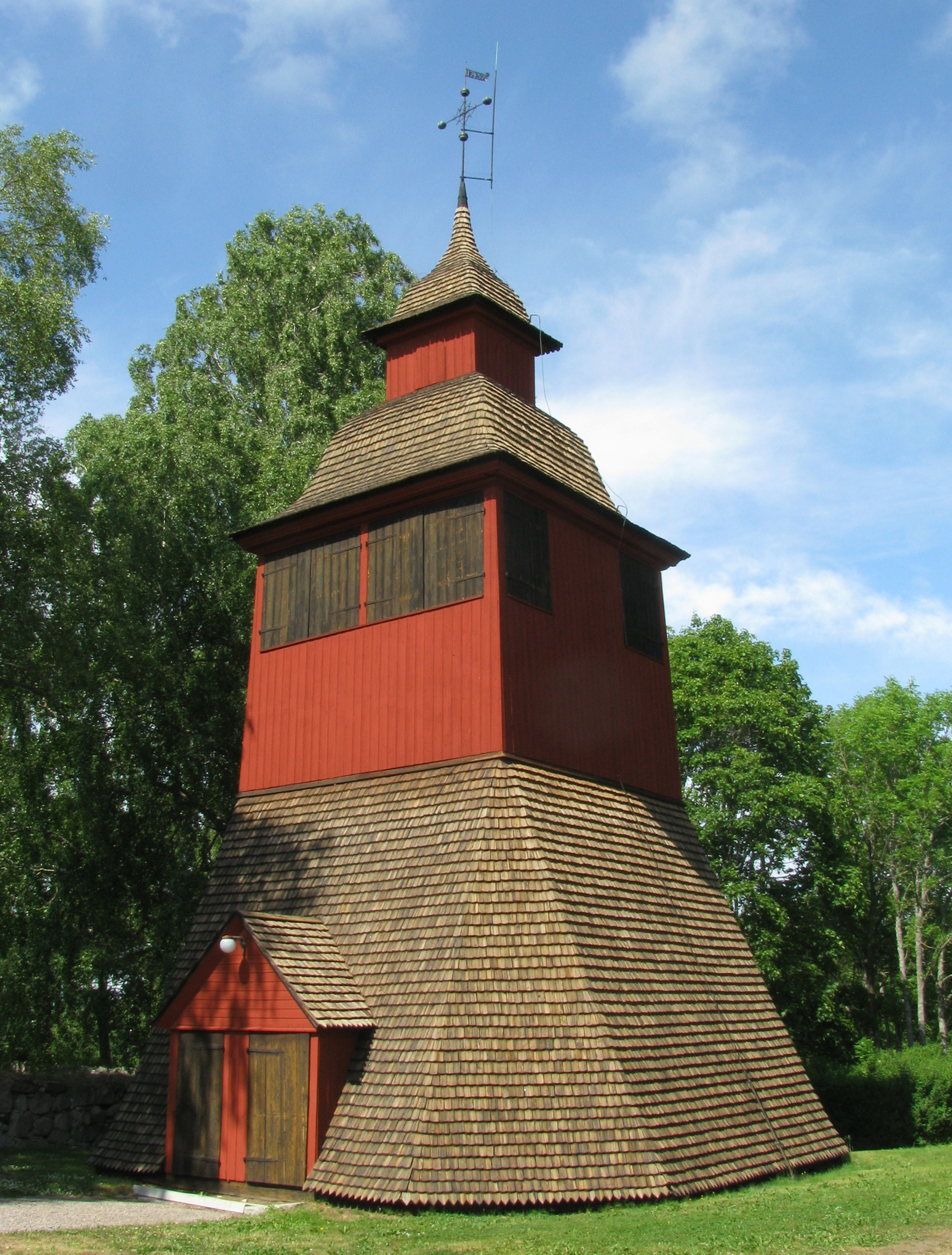
Klockstapeln
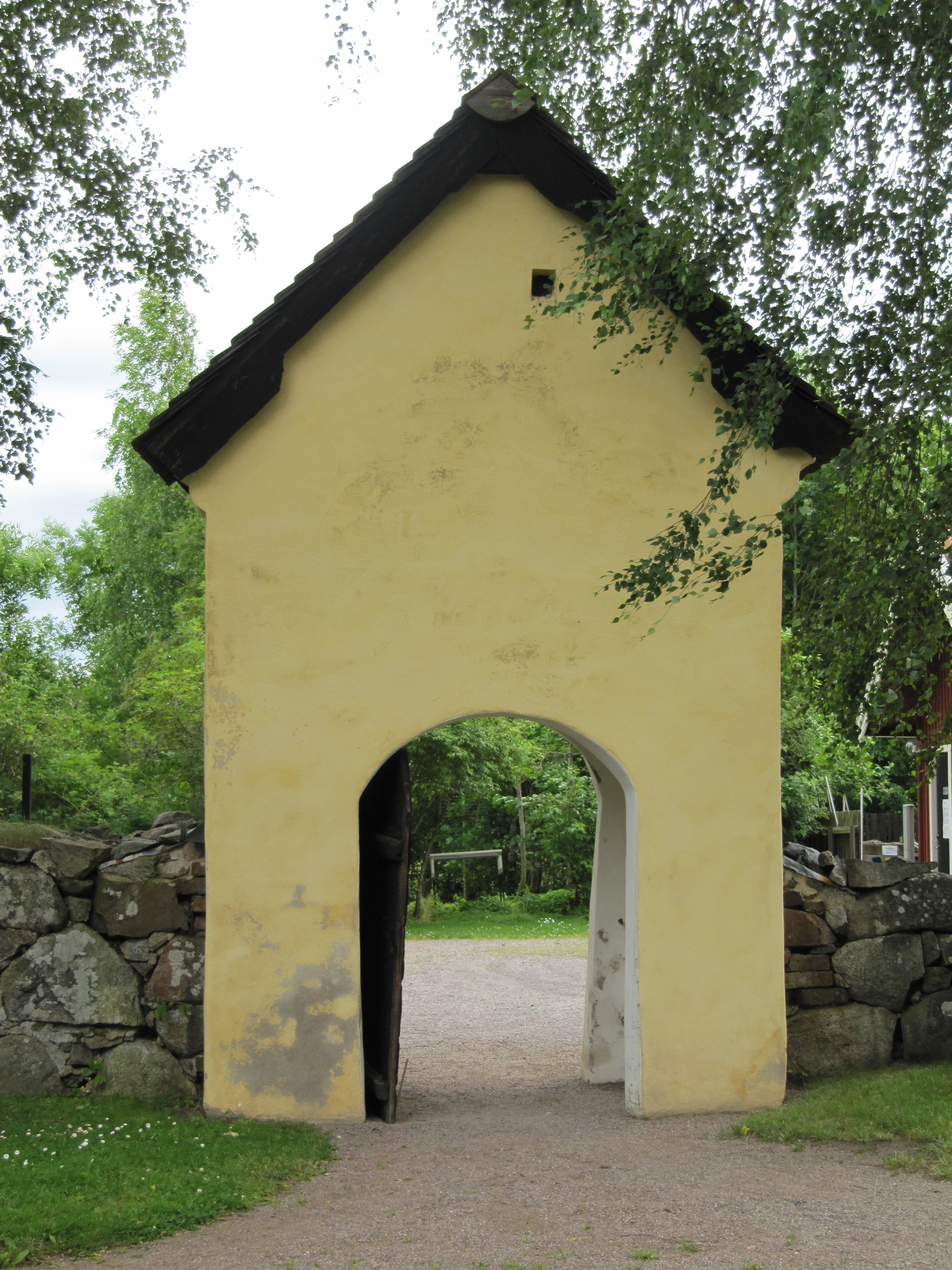
Stiglucka i östra muren